# 産まれた理由
「産まれた理由」（うまれたわけ）は、日本の男性シンガーソングライター、高橋優の楽曲。メジャー14枚目（通算15枚目）のシングルとして、2016年6月22日にワーナーミュージック・ジャパンから発売。

## 概要
前作「さくらのうた」から約3か月ぶりにリリースされた2016年第2弾シングル。
表題曲の「産まれた理由」は、高橋のデビュー前から一緒に仕事をしてきたスタッフの結婚を受けて書き下ろされた新曲であり、歌詞は新郎の目線で人の出会いと結婚、生命の誕生、幸せについて書かれている。
カップリングで収録された「WEEKEND JOURNEY」は、テレビ東京ドラマ『昼のセント酒』の主題歌に起用された。

## 収録曲
| 全作詞・作曲: 高橋優。 |                                                               |        |            |      |
| #                      | タイトル                                                      | 作詞   | 作曲・編曲 | 時間 |
| 1.                     | 「産まれた理由」                                              | 高橋優 | 高橋優     | 5:19 |
| 2.                     | 「WEEKEND JOURNEY」(テレビ東京系ドラマ『昼のセント酒』主題歌) | 高橋優 | 高橋優     | 4:39 |
| 3.                     | 「ヘベレケ行進曲」                                            | 高橋優 | 高橋優     | 3:35 |
| 4.                     | 「サングラス / メガネツインズ（高橋優&亀田誠治）」            | 高橋優 | 高橋優     | 2:56 |

| #  | タイトル                                            | 作詞 | 作曲・編曲 |
| -- | --------------------------------------------------- | ---- | ---------- |
| 1. | 「母校卒業式サプライズ・ライブ密着ドキュメント」    |      |            |
| 2. | 「高橋の初体験～秋田CARAVAN MUSIC FES記者会見密着」 |      |            |
| 3. | 「高橋優の優遊散歩～横手ぶらり編」                  |      |            |
| 4. | 「高橋激白！笑撃の悲しい過去を初告白」              |      |            |
| 5. | 「謎のシンガー“林 卓”路上ライブat 秋田駅前」        |      |            |

## 楽曲の収録アルバム
- 来し方行く末 (#1)